# Волпера (Леко)
Волпера је насеље у Италији у округу Леко, региону Ломбардија.
Према процени из 2011. у насељу је живело 35 становника. Насеље се налази на надморској висини од 286 м.